# Drive-by shooting
Drive-by shooting eller bara drive-by är en engelskspråkig term för att skjuta en eller flera personer från ett fordon, vanligen en bil eller motorcykel. Fordonet passerar offret/offren, eller gör ett kortvarigt stopp. Från skyttens perspektiv är fördelen med metoden möjligheten att snabbt kunna ta sig från platsen efter utfört dåd, då skytten redan befinner sig i flyktbilen. Nackdelen är den dåliga precisionen, detta gäller särskilt då bilen rullar under skottlossningen. Det finns också en risk att man av misstag råkar träffa andra personer än vad som avsetts.
Ett av de första dokumenterade anfallen av denna typ ägde rum i samband med Chicago-kravallerna 1919, och de blev sedan relativt vanliga i de gängkrig som pågick under förbudstiden i USA.
Svårigheten med att lyckas med mordet gör att metoden framför allt används för att markera ett ogillande och inte alltid syftar till att döda en enskild person. Ibland kan även egendomar som exempelvis en restaurang beskjutas, i dessa fall mer för att göra ett markerande än för att döda någon.